# Русс, Мельхиор

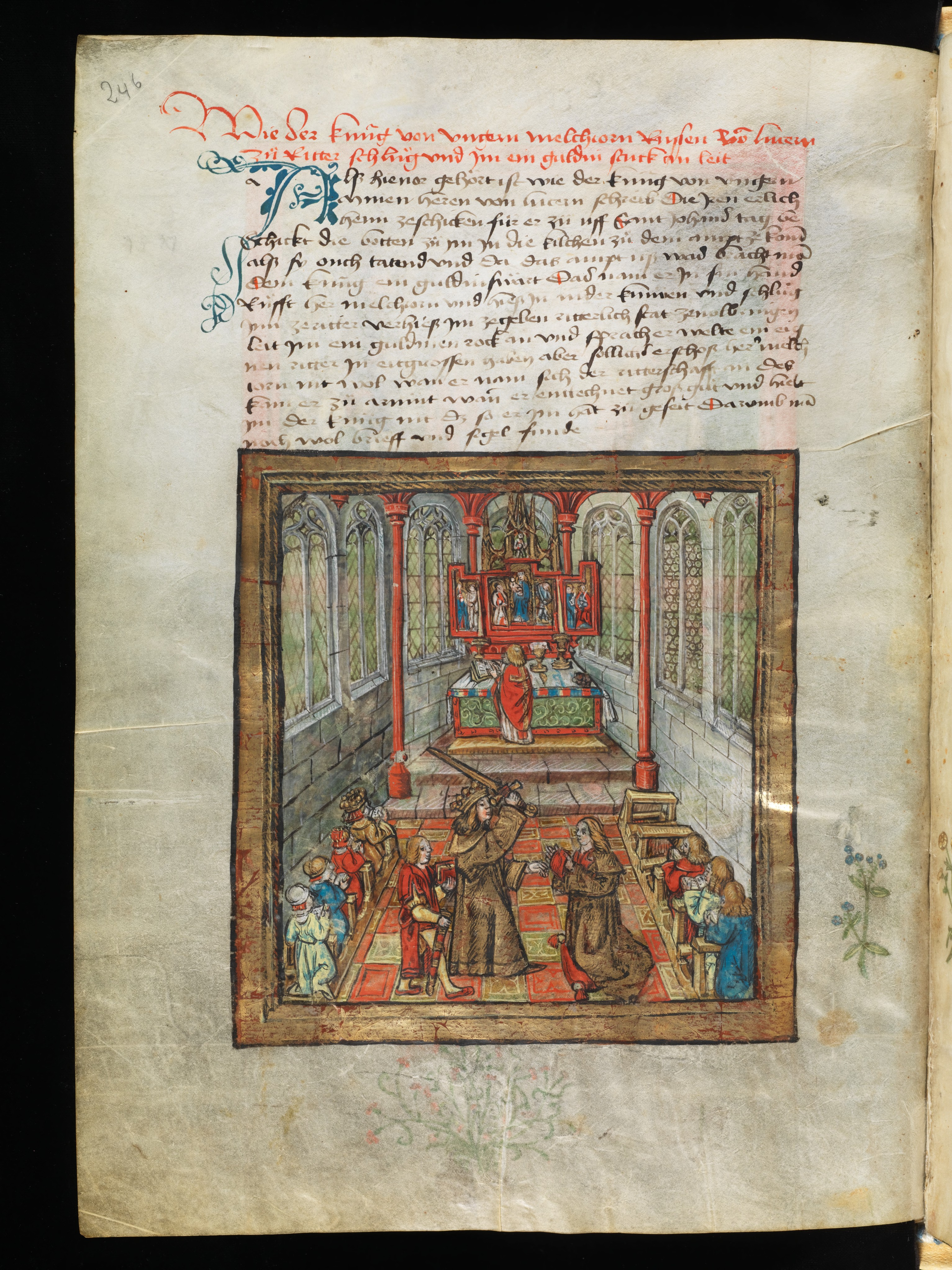
Матьяш Корвин на мессе в соборе Св. Стефана в Вене (1485). Миниатюра рукописи «Люцернской хроники» Мельхиора Русса

Мельхиор Русс, или Мельхиор Русс Младший (нем. Melchior Ruß; около 1450, Люцерн —  20 июля 1499) — швейцарский рыцарь, хронист и историк, автор «Люцернской хроники» (нем. Luzernerchronik, лат. Chronica Lucernae).

## Биография
Родился около 1450 года в Люцерне в семье городского писаря Мельхиора Русса Старшего. Изучал право в 1471 году в Базеле и в 1473 году в Павии.
Вернувшись на родину, участвовал в войне c Бургундией, в частности, в сражениях при Грансоне и при Муртене (1476) и битве при Нанси (1477). Зимой 1478 года в составе люцернского войска совершил поход на Беллинцону через перевал Сен-Готард.
Cлужил в городском совете Люцерна советником и дипломатом с 1476, по другим данным, с 1477 года. В 1479 году участвовал в посольствах во Францию, по случаю переговоров с Миланом, и в Венгрию ко двору короля Матьяша Хуньяди, на стороне которого принял участие в войне против османов. 13 октября 1479 года сражался в исторической битве при Хлебовом поле в Трансильвании, захватив в ней богатые трофеи и получив от венгерского короля обещание посвятить его в рыцари и ежегодно выплачивать пенсию в 300 дукатов.
В 1480 году был избран в Большой совет Люцерна, в 1483-м был ландфогтом в Эбиконе и Рутзее, в 1487 году — судебным приставом в Мальтерсе и Литтау, не оставляя своей должности в люцернской городской канцелярии.
В 1488 году повторно был отправлен с посольством в Венгрию для заключения оборонительного союза с 
Матьяшем Корвином, посвятившим его в рыцари, но так и не выплатившим обещанного пенсиона.
В 1492 году направлен был курфюрстом Пфальца Филиппом Виттельсбахом во Фрайбург и Золотурн для вовлечения их в военный союз с баварскими герцогами Альбрехтом IV и Георгом Богатым.
В 1496 году, будучи втянут в судебное разбирательство над епископом Йостом фон Зилиненом, пошёл на конфликт с люцернским шультгейсом Людвигом Зайлером, что привело к изгнанию его в кантон Ури.
После начала Швабской войны, обременённый долгами, был вынужден вступить простым наёмником в войско кантона Ури, и 20 июля 1499 года погиб в схватке с отрядом графа Эйтеля Фридриха Гогенцоллерна близ Райнека. В ознаменование его прежних заслуг городской совет Люцерна постановил выкупить все его долги.

## Сочинения
В 1482—1488 годах Русс написал на средневерхненемецком языке «Люцернскую хронику» (нем. Lucerner Chronik), излагающую историю Люцерна с 601 до 1414 года. В качестве образца использовал «Бернскую хронику» Диболда Шиллинга Старшего (1483), а основных источников — иллюстрированную хронику Бенедикта Чахтлана и Генриха Диттлингера (1470), составленную на основе более ранней летописи Конрада Юстингера (1430), «Описание бургундской войны» (нем. Darstellung der Burgunderkriege) швейцарского историка-гуманиста Альбрехта фон Бонштеттена (1477), а также «Описание достопримечательностей города Люцерна» Генриха Гундельфингена (1481).
Источниковедческое исследование хроники современным швейцарским историком Майей Вонарбург Цюллиг позволило установить, что 71 процент информации в ней заимствован из «Бернской хроники» Юстингера и лишь оставшиеся 29 процентов посвящены собственно истории Люцерна и его союзников. Включив в своё сочинение немало подлинных документов, её составитель практически не пользовался материалами архивов.
«Люцернская хроника» Русса стала одним из первых исторических сочинений, включившим в себя предание о Вильгельме Телле, причём в версии более ранней, чем та, что была записана в 1472—1474 годах Гансом Шрибером в «Белой книге Зарнена» и в 1507 году вошла в «Хронику Швейцарской конфедерации» Петерманна Эттерлина. Помимо народных легенд, составитель хроники использовал исторические песни, в том числе описывающую историческое сражение при Земпахе (1386), в которой упоминается подвиг не названного по имени героя, позднее отождествлённого историком XVI века Эгидием Чуди с неким Арнольдом Винкельридом из Унтервальдена.
Хроника Мельхиора Русса сохранилась в единственной рукописи конца XV — начала XVI века и впервые опубликована была историками Францем Юлиусом Шнеллером, Иосифом Евтихием Коппом и Иоганном Людвигом Вюрстембергером в 1834 и 1838 годах в Берне в серии «Швейцарские историки».

## Публикации
- Melchior Russen, Ritters von Lucern. Eidgenössische Chronik, herausgegeben von J. Schneller. Teil 1 // Der schweizerische Geschichtsforscher. — Bern, 1834. — XXVI, 276 s.
- Melchior Russ. Cronika. Eine Luzerner Chronik aus der Zeit um 1482, herausgegeben von Maya Vonarburg Züllig. — Zürich: Chronos Verlag, 2009. — 220 s.